# De Trijegaasterveenpolder
De Trijegaasterveenpolder was een veenpolder gelegen in de toenmalige Nederlandse gemeente Doniawerstal in de provincie Friesland, dat een zelfstandig overheidsorgaan was van 1883 tot 1969. Het waterschap besloeg een oppervlakte van ongeveer 400 hectare.
De tweede en derde Trijegaasterpolders werden bedijkt na een contract in 1741. In de tweede helft van de negentiende eeuw bleken de polders echter verwaarloosd. Provinciale Staten besloot daarop in te grijpen. Het bleek niet mogelijk het geheel als een volwaardig waterschap óf een veenpolder op te richten, waarop werd besloten het gebied te splitsen in deze veenpolder én De Trijegaasterpolder.
Allereerst werd een ringvaart gegraven en vond bemaling plaats met een gemaal en een windmolen. Kort na 1900 liep een deel van het gebied onder. Er werd tot droogmaking besloten in 1914, maar deze droogmaking verliep met horten en stoten en was pas gereed in 1928. De veenpolder was een tegenstander van de waterschapsconcentratie, het bestuur diende zelfs een bezwaarschrift in tegen de oprichting van waterschap Nannewiid. Desalniettemin werd de veenpolder op 1 april 1969 bij de eerste provinciale waterschapsconcentratie in Friesland opgeheven en ging het op in waterschap Boarnferd, nog groter dan Nannewiid.
Na verdere fusies valt het gebied vanaf 2004 onder Wetterskip Fryslân. 